# Nemcia
Nemcia es un género de plantas con flores con 34 especies perteneciente a la familia Fabaceae.
Algunos autores lo consideran un sinónimo del género Gastrolobium.

## Especies seleccionadas
- Nemcia acuta
- Nemcia atropurpurea
- Nemcia axillaris
- Nemcia brownii
- Nemcia capitata
- Nemcia carinata
- Nemcia coriacea
- Nemcia crenulata'